# Francesco Landini
Francesco Landini, o Landino, conosciuto al suo tempo come Francesco Cieco, Francesco delli Organi, Franciscus de Florentia (1325/1335 – Firenze, 2 settembre 1397), è stato un compositore, organista, poeta, cantore, organaro e inventore di strumenti musicali italiano.

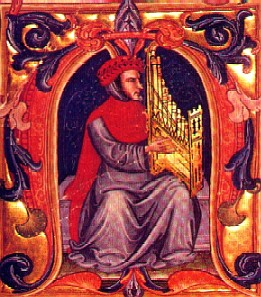
Landini suona un organo in miniatura del XV secolo Codice Squarcialupi

È uno dei più famosi compositori della seconda metà del XIV secolo, uno dei più acclamati del suo tempo in Italia.

## Biografia
Nonostante la sua celebrità, le notizie sulla sua vita sono scarse e controverse. Molte informazioni biografiche derivano dalla cronaca del suo coetaneo, lo storico fiorentino Filippo Villani: Vite d'illustri fiorentini; scritta intorno al 1385. Recenti ricerche effettuate negli archivi fiorentini, hanno permesso di documentare alcuni episodi della sua vita.
Secondo il Villani, Francesco nacque a Firenze, quantunque l'umanista Cristoforo Landino, suo pronipote, indichi come luogo di nascita la vicina città di Fiesole. Francesco era figlio di "Jacopo il pittore", certamente Jacopo del Casentino, noto pittore della scuola di Giotto. Il nome "Landino", non compariva a suo tempo, e discenderebbe dal nome del nonno. Diventato cieco nell'infanzia a causa del vaiolo, Landini si dedicò alla musica molto giovane: Villani racconta che da piccolo si consolava con il canto. Più tardi, il piacere e la predisposizione lo spinsero a fare studi musicali, grazie ai quali si affermò come compositore e "Magister". Nonostante la sua cecità, Francesco era in grado di suonare diversi strumenti a corda e divenne un virtuoso dell'organo portativo.  Filippo Villani nelle sue cronache riferisce che Landini fu anche inventore di strumenti musicali, e cita uno strumento a corda chiamato Syrena syrenarum che combinava le capacità del liuto e del salterio, verosimilmente il predecessore della bandura.
Già attivo nei primi anni 1350, Francesco Landini fu anche poeta, e fu vicino a Francesco Petrarca. Nel 1361 prestò servizio come organista a Firenze nel monastero vallombrosiano di Santa Trinita. Secondo il Villani, Francesco fu incoronato di alloro a Venezia dal re di Cipro Pietro di Lusignano, "col parere di tutti i musici". Verosimilmente ciò accadde nel 1364, sotto il regno del Doge Lorenzo Celsi, in occasione dei festeggiamenti per la vittoria di Venezia sui ribelli di Candia: ivi era presente anche Francesco Petrarca.  L'episodio tuttavia è messo in dubbio da Winterfield, nel suo libro su Giovanni Gabrieli, dove l'autore ritiene che l'onorificenza gli sia stata accordata solo come poeta; infatti il nome di Francesco, non compare nel catalogo degli organisti di San Marco del quattordicesimo secolo. Non si può escludere comunque che Landini a Venezia, abbia partecipato a una competizione artistica sull'organo di San Marco, anche senza esservi impiegato stabilmente come organista; infatti è dato per certo che, negli anni precedenti il 1370, il musicista si trovava nell'Italia settentrionale e che fu legato a Venezia, poiché è stato recentemente trovato il frammento di un mottetto Principium Nobilissimae, da lui dedicato ad Andrea Contarini, Doge di Venezia dal 1368 al 1382. Inoltre dai molteplici codici musicali, si deduce che le sue composizioni erano famose nell'Italia del nord e si diffusero anche in Europa; d'altronde la sua musica risente delle influenze d'oltralpe.
Recenti ricerche hanno evidenziato che Francesco divenne cappellano nella Chiesa di San Lorenzo dal 1365, fino alla morte. Stimato e amato dalle autorità fiorentine, come il Cancelliere di Stato, Coluccio Salutati, prese parte attiva nelle controversie politiche e religiose dei suoi tempi; ebbe contatti con intellettuali e compositori italiani del Trecento, tra cui Franco Sacchetti e Lorenzo da Firenze, con il quale collaborò a Santa Trinita. Fu amico e influenzò Andrea da Firenze, che egli conobbe intorno al 1370. Nel 1375, questi gli chiese una consulenza tecnica per l'accordatura di un organo a Firenze, e si fece comporre cinque "mottetti", come attestano alcune ricevute recentemente trovate. Nel 1379 i due collaborarono ancora alla costruzione del nuovo organo della Basilica Santa Annunziata, e nel 1387 fu coinvolto in un altro progetto per l'organo della Cattedrale di Firenze.
Francesco fu anche filosofo e seguace di Guglielmo di Occam, in lode del quale scrisse un panegirico in latino: Versus in laude loyce Ocham; e i testi di alcune ballate sono occamisti.
Numerosi suoi contemporanei attestano la sua fama, non solo come organista, ma come compositore,  cantore, poeta, nonché devoto e illuminato cittadino di Firenze. Descritto come uomo lietissimo, la musica del "divino Francesco, radunava e incantava folle di spettatori, e «la dolcezza delle sue melodie era tale da far scoppiare di gioia il cuore degli astanti».
Alla sua morte fu sepolto nella Chiesa di San Lorenzo a Firenze. Il suo monumento funebre, un bassorilievo raffigurante il musicista che suona il suo organetto, fu ritrovato nel XIX secolo ed esposto nella chiesa di San Lorenzo.

## Opere e influenze
(Testo di un madrigale tritestuale di Francesco Landini)

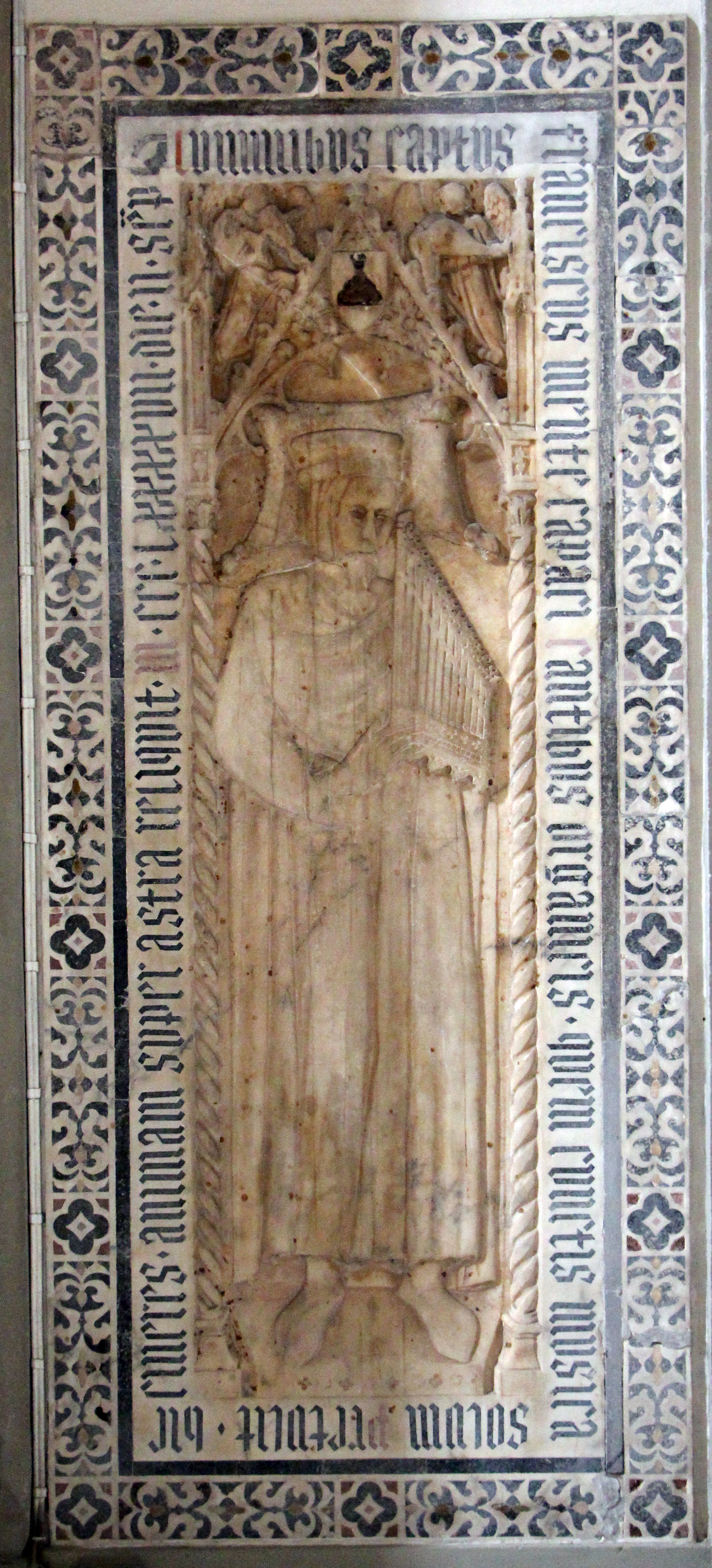
La tomba in San Lorenzo

Landini fu il più alto esponente della musica italiana del Trecento chiamata anche Ars nova. La sua produzione musicale a noi pervenuta è esclusivamente profana. Tuttavia esistono testimonianze secondo cui egli si dedicò anche alla musica sacra, anche se nessun lavoro è stato autentificato.
Ammiratissimo dai suoi contemporanei, in epoca moderna non si conosceva più alcuna composizione di quest'artista finché, nella biblioteca imperiale di Parigi, fu scoperto un manoscritto in-4º, di cui nessuno scrittore aveva mai parlato, dell'inizio del quindicesimo secolo e intitolato Cent quatre-vingt-dix-neuf chansons (sic) italiennes à deux et à trois voix, tra cui ve ne sarebbero cinque del Landino.
Lo studio delle composizioni del manoscritto rende giustizia agli elogi fatti a questo autore. Vi si trova più dolcezza e un sentimento dell'armonia più delicato rispetto agli altri compositori della sua epoca. Jacopo da Bologna è il solo che possa reggere il confronto con il Landino.

Un altro manoscritto, appartenuto al celebre organista Antonio Squarcialupi ed ospitato originariamente nella biblioteca ducale di Firenze, sembra essere un doppione di quello conservato alla biblioteca imperiale, poiché contiene i medesimi canti degli stessi autori, particolarmente di Landino.
Ciò che è giunto a noi è rappresentato da 89 ballate a due voci, 42 ballate a tre voci ed altre 9 che esistono sia nella versione a due che in quella a tre voci. Oltre alle ballate ci sono pervenuti un piccolo numero di madrigali. Secondo alcuni studiosi, Landini avrebbe scritto anche i versi per alcuni dei suoi lavori. La sua produzione pervenutaci, rappresenta circa un quarto dell'intera produzione italiana del XIV secolo pervenuta fino a noi.
I concittadini suoi contemporanei lo considerarono una delle glorie di Firenze. Quando Antonio Loschi, che era al servizio di Gian Galeazzo Visconti, mosse una famosa invettiva a Firenze, Cino Rinuccini indicò Francesco come musicista principe della sua città: «Avemo in musica Francesco, cieco del corpo ma dell'anima illuminato, il quale così la teorica come la pratica di quell'arte sapea, e nel suo tempo niuno fu migliore modulatore de' dolcissimi canti, d'ogni strumento sonatore e massimamente d'organi».
Anche Coluccio Salutati ne tesse le lodi al vescovo fiorentino in una missiva, perché «glorioso nome alla città nostra e lume alla chiesa fiorentina proviene da questo cieco».
La trascrizione dell'Opera Omnia di Francesco Landini è stata curata da L. Ellinwood , l'edizione critica da L. Schrade

### Cadenza di Landini
Landini è l'eponimo della Cadenza di Landini, una formula cadenzale in cui il sesto grado della scala è inserito fra la sensibile e la sua risoluzione sulla tonica. È una cadenza molto frequente che si presenta nel nord dell'Italia dalla metà del XIV secolo, e che in seguito fu ereditata dai compositori franco-fiamminghi. L'eponimo fu attribuito dal musicologo tedesco A.G. Ritter nel 1884, che descrisse la struttura di questa cadenza nell'analisi della ballata Non arà mai pietà. Nelle sue opere Francesco Landini la caratterizzò armonicamente e ritmicamente, spesso introducendo l'alterazione sensibile e fu il primo a usarla sistematicamente.

### Composizioni
Si possiedono, di Landino, a tutt'oggi:
- 9 madrigali a 2 voci
- 2 madrigali a 3 voci
- 1 madrigale canonico a 3 voci
- 1 virelai a 3 voci
- 1 caccia a 3 voci
- 91 balli a 2 voci
- 49 balli a 3 voci (8 delle quali in una versione a 2 voci)
- 1 triplum di un mottetto
- 3 frammenti di altri mottetti

## Discografia
- Cantasi come, laudi e contrafacta nella Firenze del Trecento, Ensemble San Felice direzione Federico Bardazzi, Bongiovanni 2015
- L'occhio del cor, La Reverdie, Arcana / Outhere 2019